# Following the Voice of Blood
Following the Voice of Blood – trzeci album studyjny polskiej grupy muzycznej Graveland. Wydawnictwo ukazało się w 1997 roku nakładem wytwórni muzycznej No Colours Records. Nagrania zostały zarejestrowane pomiędzy 25 września a 18 grudnia 1996 roku oraz zmiksowane pomiędzy 23 a 24 grudnia tego samego roku we wrocławskim Tuba Studio. 

## Lista utworów
Opracowano na podstawie materiału źródłowego.
1. "Intro" (muz. Rob Darken) - 02:58
2. "White Hand's Power" (sł. JFN, muz. Rob Darken) - 08:33
3. "Thurisaz" (sł. Capricornus, muz. Rob Darken) - 08:49
4. "Following the Voice of Blood" (sł. Rob Darken, muz. Rob Darken) - 09:05
5. "Forge of Souls" (muz. Rob Darken) - 02:31
6. "Raise the Swords" (sł. Capricornus, muz. Rob Darken) - 12:14
7. "And the Horn Was Sounding Far Away" (sł. Rob Darken, muz. Rob Darken) - 11:56
8. "Fed by the Beasts" (sł. Rob Darken, muz. Rob Darken) - 09:29
9. "Outro" (muz. Rob Darken) - 02:34

## Twórcy
Opracowano na podstawie materiału źródłowego.
- Robert "Rob Darken" Fudali - śpiew, gitara elektryczna, gitara basowa, keyboard, oprawa graficzna, logo, inżynieria dźwięku, miksowanie
- Maciej "Capricornus" Dąbrowski - perkusja
- Grzegorz Czachor - inżynieria dźwięku, miksowanie
- Christophe Szpajdel - logo
- Tymon - zdjęcia

## Wydania
| Rok  | Nr katalogowy | Format | Wytwórnia          | Region   | Źródło |
| ---- | ------------- | ------ | ------------------ | -------- | ------ |
| 1997 | NC 012        | CD     | No Colours Records | Niemcy   | [ 2 ]  |
| 1997 | NC 012        | CS     | No Colours Records | Niemcy   | [ 2 ]  |
| 1997 | 007           | CS     | Eastclan Records   | Polska   | [ 2 ]  |
| 1998 | O.P. 005      | CS     | Osiris Productions | Słowacja | [ 2 ]  |
| 2001 | NC 012        | CD     | No Colours Records | Niemcy   | [ 2 ]  |
| 2001 | CS            | 13 kol | Kolovrat           | Ukraina  | [ 2 ]  |
| 2008 | NC 012        | CD     | No Colours Records | Niemcy   | [ 2 ]  |